# Roberto Canessa

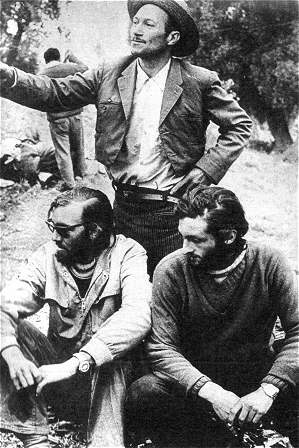
Nando Parrado (balra) és Canessa (jobbra), valamint Sergio Catalan chilei pásztor, az első ember, akivel találkoztak az andoki megmenekülésük után

Roberto Jorge Canessa Urta (Montevideo, 1953. január 17. – ) egyike annak a 16 embernek, akik túlélték az uruguayi légierő 571-es számú gépének 1972. október 13-i, az Andokban történt katasztrófáját; ő volt az egyik tagja annak a kétfős expedíciónak, amely tíz nap alatt lejutott a hegyek közül és 72 nap után hozzásegítette a többi túlélőt is a megmenekülésükhöz. Később orvos, gyermekkardiológus lett és Uruguay egyik politikai szereplőjévé vált. Alakját az andoki szerencsétlenségről készült, Életben maradtak című filmben Josh Hamilton jelenítette meg.

## Az 1972. október 13-i légiszerencsétlenség
A montevideói Keresztény Öregfiúk Rögbiklub játékosai szurkolók, rokonok és mások társaságában utaztak Chile fővárosába, Santiagóba, az uruguayi légierő 571-es számú gépével, amikor az az Andok hegyláncai között, a rendkívül kedvezőtlen időjárás és feltehetőleg navigációs hiba miatt is, lezuhant. Magát a zuhanást a gépen utazó 45 fő nagy része túlélte, de elszenvedett sérüléseikbe sokan belehaltak a következő napokban, másokat később egy lavina ölt meg, illetve szervezetük folyamatos legyengülése miatt haltak meg. A gép keresésére indított akciók kivétel nélkül eredménytelenek maradtak, senki sem talált rájuk, mígnem két túlélő – egyikük maga Canessa – gyötrelmes, tíz napos expedícióval lejutott a hegyek közül, ezzel elhozva a menekülést társaik, az összesen 16 túlélő számára is.
A baleset idején Canessa 19 éves orvostanhallgató és a Keresztény Öregfiúk Rögbiklub csapatának egyik tagja volt. A zuhanást követően azon kevesek között volt a túlélők közül, akik legalább minimális orvosi ismerettel rendelkeztek, így nagyon sok társának segített a túlélésben. Később ő volt az, aki azt javasolta társainak, hogy ha túl akarják élni balesetüket, akkor enniük kell elhunyt társaik húsából. Több, a túlélők által indított, a megmenekülésüket célzó expedícióban is részt vett, majd utolsó, tíz napos expedíciójukkal Fernando Parradóval együtt lejutottak a hegyek közül.

## Megmenekülésük után
Miután hazajutott, elvégezte az orvosi egyetemet és kardiológus lett. Visszatért a rögbihez is, 1971 és 1979 között összesen nyolc alkalommal játszott Uruguay nemzeti rögbi válogatottjában. Rövidesen házasságot kötött Laura Surracóval, akivel már a szerencsétlenség előtt jegyesek voltak, és akihez fűződő ragaszkodása az egyik fő hajtóerőt adta számára a megmeneküléshez. Házasságukból két fiú és egy lány született. Kardiológusi munkája mellett motivációs trénerként is tevékenykedik.

## Politikai pályája
Canessa jelöltette magát az 1994-es uruguayi elnökválasztáson, de a szavazatoknak egy csekély töredékét, 0.08%-át szerezte meg, így esélye sem volt arra, hogy megelőzze a korábbi elnököt, Julio María Sanguinettit, akinek párja 30,83%-kal megszerezte a győzelmet a választáson.

## Könyve
2016. március 1-jén Canessa, Pablo Viercivel közösen egy könyvet jelentetett meg, "I had to Survive"(ISBN 978-1476765440) címmel, melyben megírta élete történetét, azt, hogy milyen hányattatásokat leküzdve válhatott prominens gyermekkardiológussá.

## Fordítás
Ez a szócikk részben vagy egészben  a   Roberto Canessa című angol Wikipédia-szócikk fordításán alapul.  Az eredeti cikk szerkesztőit annak laptörténete sorolja fel. Ez a jelzés csupán a megfogalmazás eredetét és a szerzői jogokat jelzi, nem szolgál a cikkben szereplő információk forrásmegjelöléseként.